# Pisaura mirabilis
Pisaura mirabilis — середнього розміру павук родини Pisauridae, має довгі ноги. Ловильної сітки не будує, полює на дрібних членистоногих, хапаючи їх хеліцерами. Самиця носить великий білуватий кулястий кокон в хеліцерах, потім будує для дитинчат гніздо, де охороняє їх. Поширений у Європі та Азії від Туреччини та Близького Сходу до Китаю по території Росії.

## Опис
Стрункий довгоногий павук, довжина тіла 12-15 мм у самиці та 10-13 мм у самця. Буро-жовтуватий павук, згори на головогрудях світло-жовта поздовжня смужка посередині. Тіло вкрите короткими білими волосками, що надає йому оксамитовий вигляд. Ноги довгі, з численними шипами. Черевце різноманітного забарвлення від жовтого до темно-брунатного, з боків жовтувате.

## Спосіб життя
Зустрічається на луках з густим трав'янистим покривом, у низьких кущах, лісових галявинах, в добре освітлених місцях. Рівнинний павук, піднімається на висоти до 900 м над р. м. Полює вдень.
Самець приносить самиці «весільний подарунок»: дрібну комаху, замотану в кокон. Поки самиця споживає здобич, відбувається парування. Самиця відкладає 100—300 яєць у кулястий білуватий кокон, який повсюди носить за собою в хеліцерах. Перед вилупленням нащадків вона будує дзвоноподібне гніздо, згинаючи павутинням окремі травинки, в якому підвішує кокон. Згодом з яєць виводяться німфи пізаури, яких самиця тривалий час охороняє.

## Поширення
Відомий з усіх країн Європи, Туреччини, Росії, країн Близького Сходу, Китаю.

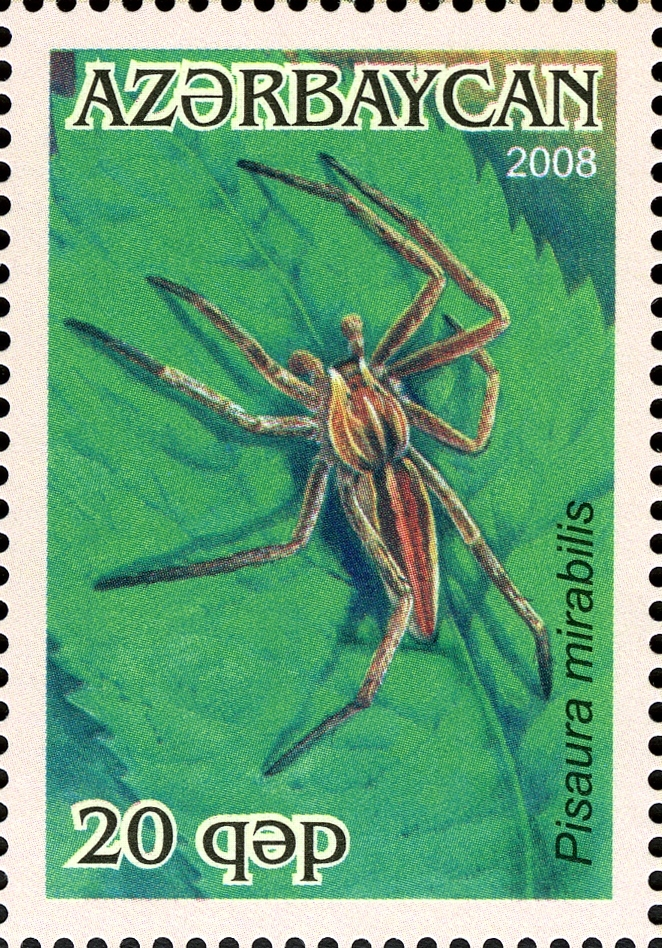
Марка Азербайджану (2008)

## На марках
Pisaura mirabilis зображено на одній з марок Республіки Азербайджан у серії, присвяченій павукам країни.